# Pareulype
Pareulype är ett släkte av fjärilar som beskrevs av Claude Herbulot 1951. Pareulype ingår i familjen mätare, Geometridae.

## Dottertaxa tillPareulype, i alfabetisk ordning[1][2]
- Pareulype berberata ([Denis & Schiffermüller], 1775), Berberisfältmätare
  - Pareulype berberata berberata ([Denis & Schiffermüller], 1775)
  - Pareulype berberata maindroni Herbulot, 1977
  - Pareulype berberata mauretanica (Reisser, 1934)
  - Pareulype berberata nevadensis (Rebel, 1916)
  - Pareulype berberata sineliturata (Culot, 1919)
- Pareulype casearia (Constant, 1884)
- Pareulype consanguinea (Butler, 1878)
- Pareulype lasithiotica (Ribbe, 1912)
- Pareulype lasithiotica (Rebel, 1906)
- Pareulype neurbouaria (Oberthür, 1893)
- Pareulype subviridis Yazaki, 1995